# Comuna Hîrtop, Stînga Nistrului
Comuna Hîrtop este o comună din Unitățile Administrativ-Teritoriale din Stînga Nistrului, Republica Moldova. Este formată din satele Hîrtop (sat-reședință), Bruslachi, Marian și Mocreachi.
Conform recensământului din anul 2004, populația localității era de 799 locuitori, dintre care 511 (63.95%) moldoveni (români), 217 (27.15%) ucraineni si 64 (8.01%) ruși.